# InSSIDer
inSSIDer est un scanner de réseau Wi-Fi pour Microsoft Windows et Apple OS X développé par MetaGeek, LLC.  Il a reçu des récompenses en 2008 par Infoworld Bossie Award pour le "Meilleur logiciel open source réseau". Mais il n'est plus open source depuis la version 3.

## Historique
inSSIDer se veut comme un remplaçant de NetStumbler, un scanner Wi-Fi très populaire sous windows qui n'est plus en développement actif depuis plusieurs années et non fonctionnel dans un environnement 64bit ou une version de Windows supérieur à Windows XP. Ce projet est initié par Charles Putney sur Code Project.

## Alternatives
- Kismet ou LinSSID pour Linux, FreeBSD, NetBSD, OpenBSD, et Mac OS X
- KisMAC pour Mac OS X
- NetStumbler pour Windows 9x, Windows 2000 et Windows XP
- Vistumbler pour Windows Vista, Windows 7 et Windows 8